# Салватор Леви
Салватор Ардинов Леви (на македонска литературна норма: Салватор Леви, на ладино: Salvador Levi) е виден лекар, рентгенолог, от Федеративна република Македония.

## Биография
Роден е на 28 май 1919 година в Битоля, тогава в Кралството на сърби, хървати и словенци. През Втората световна война учи медицина в Софийския университет и завършва Белградския университет в 1947 година. В 1953 година специализира в Загребския университет. Специализира и в Париж. Организира рентгеновите отделения в Битоля и Прилеп. От 1955 година е асистент, а после става доцент в Рентгеноложкия институт. Автор е на над 50 труда. Умира в Скопие на 26 юли 1963 година.